# محمود رضا حامد
محمود رضا حامد (1360- 1446 هـ / 1941- 2024 م) شاعر فلسطيني سوري. عضو اتحاد الكتَّاب والصَّحَفيين الفلسطينيين بدمشق، واتحاد الكتَّاب العرب بدمشق.

## سيرته

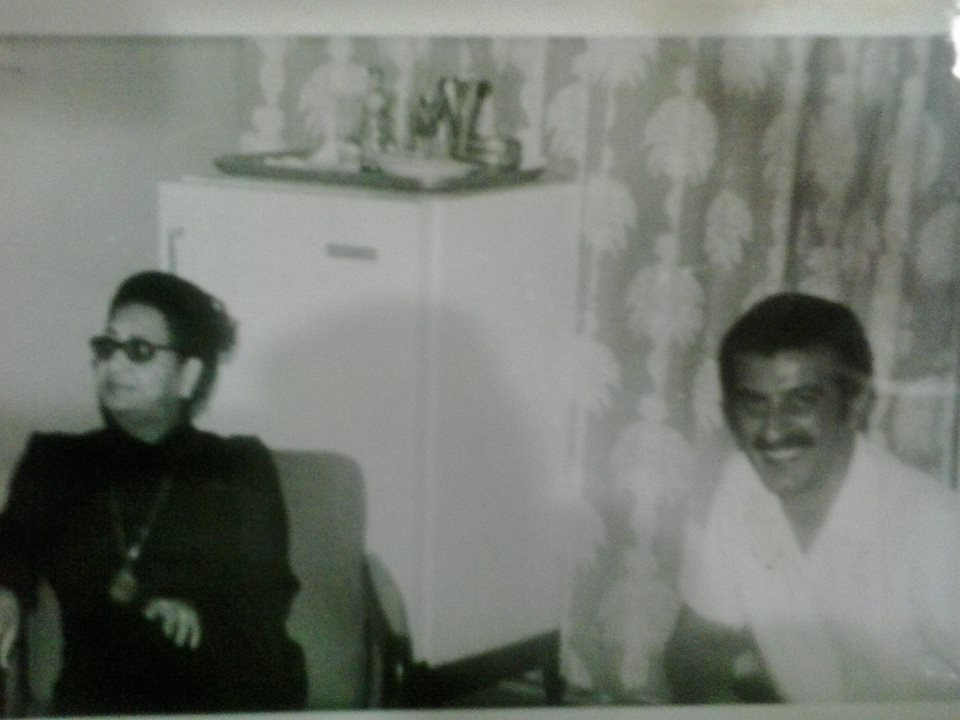
الشاعر محمود رضا حامد مع أم كلثوم

ولد محمود رضا حامد في مدينة صفد، عام 1360هـ/ 1941م، لجأ مع عائلته إلى دمشق في نكبة عام 1948، وعمره سبع سنين، وتلقَّى تعليمه في مدارسها، وحصل على إجازة (بكالوريوس) في الآداب من قسم اللغة العربية بجامعة دمشق.
عمل مدرِّسًا بثانويات دمشق، وعضوًا بالبعثة التعليمية السورية للجزائر من 1967 إلى 1969، وعمل في السعودية عشرين سنة مدرِّسًا، ثم مساعدَ مدير مدارس الدوحة السعودية من 1970 إلى 1972، ومسؤولًا إداريًّا في شركات فرنسية عاملة في المملكة من 1975 إلى 1990، ثم عاد إلى دمشق.
اشتغل بالصِّحافة والإعلام في مؤسسة اليمامة الصَّحَفية من 1972 إلى 1985، وفي الوكالة الفرنسية لتطوير التلفزيون السعودي من 1980 إلى 1985، وفي صحيفة الشرق الأوسط، والمجلة العربية من 1985 إلى 1990.
وهو عضو اتحاد الكتَّاب والصَّحَفيين الفلسطينيين بدمشق، واتحاد الكتَّاب العرب بدمشق، وأمين سرِّ جمعية الشعر في اتحاد الكتَّاب العرب بدمشق.

## دواوينه
- موت على ضفاف المطر 1983.
- أغان على شفاه الصنوبر 1985.
- افتتاحيات الدم الفلسطيني 1990.
- شهقة الأرجوان 2000.[3]
- عابرون في الدمعة الأخيرة 2016.[4]

## جوائزه
- الجائزة الأولى في مهرجان الشعر الثالث في دمشق 1965.
- الجائزة الأولى في مهرجان عَنَّابة 1968.
- جائزة القدس في بيروت 2010.[5]

## وفاته
توفي محمود حامد في مستشفى المواساة بدمشق، يوم الأحد 19 ربيع الأول 1446هـ الموافق 22 سبتمبر (أيلول) 2024م. وصُلِّي عليه في جامع أبو النور بدمشق، ودُفن في مقبرة الشيخ خالد النقشبندي.

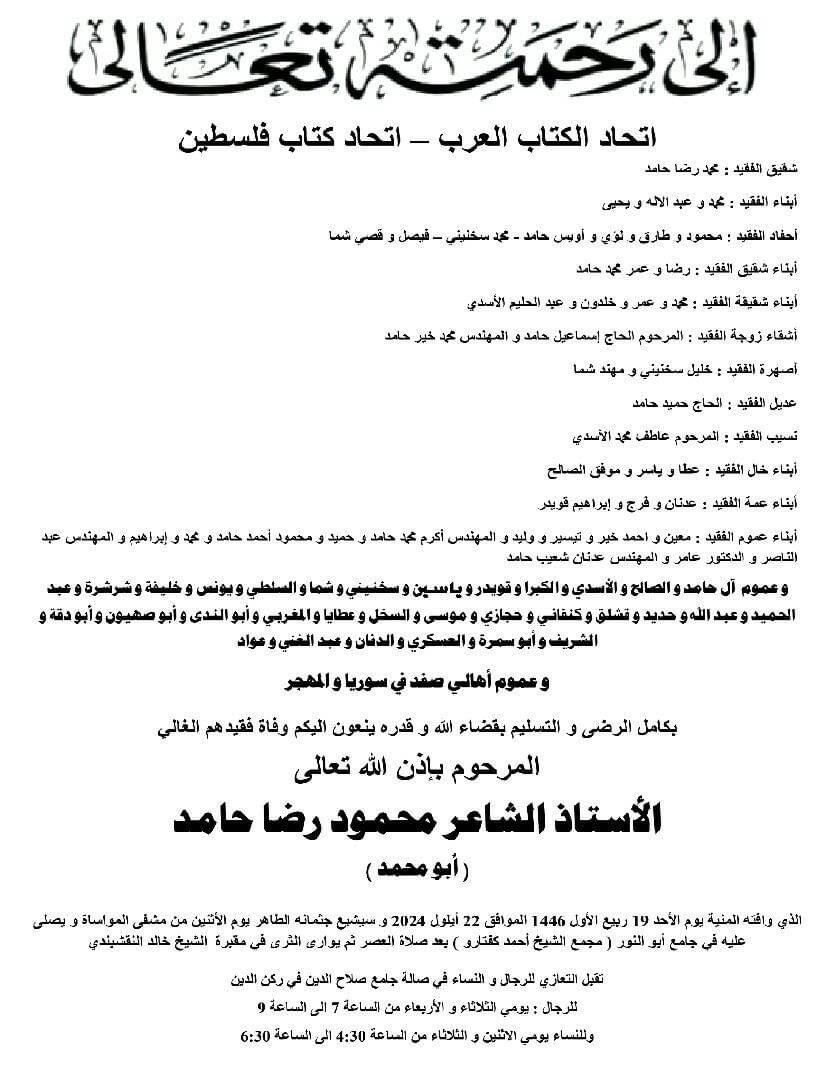
ورقة نعي الشاعر محمود رضا حامد